# Finale del campionato mondiale di calcio 1994
La finale del campionato mondiale di calcio 1994 è stata una partita di calcio disputata il 17 luglio 1994 al Rose Bowl di Pasadena, valida per l'assegnazione del Campionato mondiale di calcio 1994. La vittoria andò al Brasile, che si aggiudicò il suo quarto titolo mondiale battendo l'Italia ai rigori per 3-2, dopo lo 0-0 maturato fino alla fine dei supplementari.
Fu la prima volta che l'assegnazione della Coppa del Mondo di calcio fu decisa grazie ai tiri dal dischetto. Inoltre si trattò della seconda finale tra Brasile e Italia, ventiquattro anni dopo la vittoria dei verdeoro a Città del Messico al campionato del mondo 1970.

## Le squadre
| Squadra | Finali disputate in precedenza (il grassetto indica la vittoria) |
| ------- | ---------------------------------------------------------------- |
| Brasile | 4 (1950, 1958, 1962, 1970)                                       |
| Italia  | 4 (1934, 1938, 1970, 1982)                                       |

## Antefatti
Il Brasile si presentò al mondiale tra più ombre che luci. Le scottanti sconfitte contro l'Italia al campionato del mondo 1982 e contro l'Argentina al campionato del mondo 1990 avevano convinto i verdeoro a rinunciare al loro storico e spregiudicato atteggiamento offensivo per affidarsi alla più concreta filosofia difensivista del selezionatore Parreira.
Anche l'Italia arrivò al campionato del mondo 1994 tra lo scetticismo generale. Le amichevoli precedenti l'avvio del torneo iridato avevano dato risultati altalenanti (compresa l'inaspettata sconfitta di aprile contro un modesto Pontedera militante in Serie C2), sicché la fase di preparazione all'evento fu segnata da alcune polemiche; in particolare, il commissario tecnico Sacchi finì nel mirino della critica che non gli perdonava l'aver promesso un bel gioco poi raro a vedersi.

## Cammino verso la finale
Il Brasile che giunse alla finale era poco fantasioso, ma poteva contare su un solido pacchetto arretrato e su una fase offensiva comunque capace di finalizzare la mole di gioco prodotta dalla squadra. I verdeoro conquistarono agevolmente il primo posto del gruppo B, frutto di due vittorie e un pareggio contro Russia (2-0), Camerun (3-0) e Svezia (1-1). Nella fase a eliminazione diretta, superarono poi agli ottavi i padroni di casa degli Stati Uniti (1-0), ai quarti i Paesi Bassi (2-3) e in semifinale ancora gli svedesi (0-1).
L'Italia, una volta alla fase finale del torneo, continuò a non brillare raggiungendo la fase ad eliminazione diretta solo tramite ripescaggio fra le migliori terze, dopo un cammino nel girone E che la vide inanellare una sconfitta, una vittoria e un pareggio rispettivamente contro Irlanda (0-1), Norvegia (1-0) e Messico (1-1). Già in queste prime tre partite arrivarono i primi problemi per gli uomini di Sacchi: l'infortunio del capitano Franco Baresi, l'espulsione del portiere Pagliuca e l'astinenza da gol di Roberto Baggio. In seguito gli azzurri sconfissero, con l'aiuto di un ritrovato Baggio, agli ottavi la Nigeria (1-2 d.t.s.), ai quarti la Spagna (2-1) e in semifinale la Bulgaria (1-2).

### Tabella riassuntiva del percorso
Note: In ogni risultato sottostante il punteggio della finalista è menzionato per primo.
| Pos. | Squadra | Pt | G | V | N | P | GF | GS | DR |
| ---- | ------- | -- | - | - | - | - | -- | -- | -- |
| 1.   | Brasile | 7  | 3 | 2 | 1 | 0 | 6  | 1  | +5 |
| 2.   | Svezia  | 5  | 3 | 1 | 2 | 0 | 6  | 4  | +2 |
| 3.   | Russia  | 3  | 3 | 1 | 0 | 2 | 7  | 6  | +1 |
| 4.   | Camerun | 1  | 3 | 0 | 1 | 2 | 3  | 11 | −8 |

| Pos. | Squadra  | Pt | G | V | N | P | GF | GS | DR |
| ---- | -------- | -- | - | - | - | - | -- | -- | -- |
| 1.   | Messico  | 4  | 3 | 1 | 1 | 1 | 3  | 3  | 0  |
| 2.   | Irlanda  | 4  | 3 | 1 | 1 | 1 | 2  | 2  | 0  |
| 3.   | Italia   | 4  | 3 | 1 | 1 | 1 | 2  | 2  | 0  |
| 4.   | Norvegia | 4  | 3 | 1 | 1 | 1 | 1  | 1  | 0  |

## Il prepartita
Per il Brasile non ci furono invece importanti variazioni e poteva, dunque, schierare i suoi undici titolari.
Fu più lunga e movimentata la vigilia azzurra per via delle condizioni di Roberto Baggio, afflitto da una contrattura ai flessori della coscia destra ma ugualmente deciso a scendere in campo, mentre Franco Baresi venne recuperato a tempo di record dopo l'infortunio al menisco rimediato contro la Norvegia. Sacchi, inoltre, non poteva contare sullo squalificato Costacurta che ben aveva figurato nel corso del torneo, mentre Dino Baggio e Albertini furono schierati pur lamentando acciacchi muscolari.

## Descrizione della partita

Roberto Baggio, già sceso in campo in condizioni precarie, fallì il decisivo tiro dal dischetto (dopo i precedenti errori di Baresi e Massaro) che consegnò la coppa al Brasile

Allo stadio Rose Bowl di Pasadena si ripeté la finale Brasile-Italia, ventiquattro anni dopo la vittoria dei verdeoro a Città del Messico al campionato del mondo 1970. Per esigenze televisive si giocò alle 12:30, sotto un caldo soffocante (36 gradi, 70% di umidità). Contrariamente alle intenzioni annunciate, Sacchi schierò all'ultimo sia Franco Baresi (recuperato a soli 23 giorni da un infortunio al menisco) sia Roberto Baggio, correndo il massimo dei rischi.
La finale si giocò in un sostanziale equilibrio, con le due nazionali tatticamente molto ben disposte sul campo. Al 18' sfumò un'occasione di Massaro per portare in vantaggio gli azzurri, con il portiere brasiliano Taffarel autore di una parata determinante. Al 21' si infortunò il terzino di destra brasiliano Jorginho, il più abile nelle accelerazioni, che lasciò il posto al giovane Cafu. Al 25' una punizione di Branco mise in difficoltà Pagliuca, che respinse. Al 34' uscì Mussi per infortunio, sostituito da Sacchi con Apolloni; l'obbligato rimaneggiamento della difesa italiana (Maldini a sinistra, Benarrivo a destra, e Apolloni centrale con Baresi) favorì le rapide movenze sullo stretto di Romário il quale, al 37', mise paura agli azzurri con un tiro dai diciotto metri che tuttavia non impensierì Pagliuca. Il gioco del Brasile si fece più avvolgente negli ultimi dieci minuti: una punizione ancora di Branco (41') trovò Pagliuca pronto, poi un paio di dribbling stretti di Romário crearono il panico al limite dell'area italiana, fruttando ammonizioni ad Apolloni e ad Albertini. Gli azzurri chiusero il primo tempo in affanno.
Meno spettacolare si rivelò il secondo tempo. Al 75' rischiò grosso Pagliuca il quale, nel tentativo di bloccare una potente ma centrale conclusione da fuori area di Mauro Silva, si vide goffamente sfuggire il pallone di mano, con la sfera che rimbalzò sul terreno e andò a stamparsi sul palo: il portiere azzurro mandò in mondovisione un simbolico bacio al legno, per averlo salvato da un errore che avrebbe potuto condizionare l'esito della partita e, di riflesso, marchiarne in negativo l'intera carriera. Il Brasile provò a ferire la difesa azzurra, ma fu annullato dalla coppia di centrali Apolloni-Baresi; questo ultimo, soprattutto, nonostante il recente infortunio giocò una gara di assoluto spessore, organizzando la retroguardia e facendo ripartire l'azione agendo quasi da regista avanzato. Nei minuti finali un assist di Donadoni liberò Roberto Baggio davanti a Taffarel, ma l'attaccante azzurro calciò alto.
I tempi supplementari riservarono poche emozioni: Sacchi mantenne Roberto Baggio e sostituì invece Dino Baggio con Evani. Ciò nonostante il risultato di 0-0 non cambiò nemmeno dopo i 120' sicché, per la prima volta nella storia della competizione, l'assegnazione della Coppa del Mondo venne decisa ai tiri di rigore.
Il primo a presentarsi sul dischetto fu Baresi: il tiro finì alto, con il capitano azzurro a scoppiare in lacrime. Pagliuca respinse il tiro di Márcio Santos, mantenendo la parità. Albertini segnò, così come Romário il cui tiro colpì il palo interno prima di entrare in porta, tra il rammarico dell'estremo difensore italiano; Evani non sbagliò calciando centralmente sotto la traversa, imitato da Branco che mirò all'angolino. La conclusione di Massaro non fu invece irresistibile, e Taffarel non ebbe troppi problemi nel respingerne il tiro centrale, leggermente sulla destra; poco dopo Dunga non sbagliò, spiazzando Pagliuca. A questo punto i verdeoro, a un tiro dalla fine, si ritrovarono in vantaggio per 3 a 2: per vincere, sarebbe bastato che il loro ultimo rigorista facesse gol. Ma non fu necessario arrivare a ciò poiché Roberto Baggio, nonostante fosse uno degli specialisti dagli undici metri, tirò alto il quinto e ultimo penalty degli azzurri. Il Brasile vinse così il suo quarto mondiale, dedicando la vittoria al loro connazionale Ayrton Senna, morto a Imola il precedente 1º maggio.

## Tabellino
| Arbitro: | Puhl |

|                                    |                      |                                          |
| Márcio Santos Romário Branco Dunga | Tiri di rigore 3 – 2 | Baresi Albertini Evani Massaro R. Baggio |

| Brasile | Italia |

| Brasile (4-4-2)         |    |                  |  |     |  |      |
|                         |    |                  |  |     |  |      |
| P                       | 1  | Cláudio Taffarel |  |     |  |      |
| D                       | 2  | Jorginho         |  |     |  | 21’  |
| D                       | 13 | Aldair           |  |     |  |      |
| D                       | 15 | Márcio Santos    |  |     |  |      |
| D                       | 6  | Branco           |  |     |  |      |
| C                       | 5  | Mauro Silva      |  |     |  |      |
| C                       | 8  | Dunga            |  |     |  |      |
| C                       | 17 | Mazinho          |  | 4’  |  |      |
| C                       | 9  | Zinho            |  |     |  | 106’ |
| A                       | 11 | Romário          |  |     |  |      |
| A                       | 7  | Bebeto           |  |     |  |      |
| Sostituzioni:           |    |                  |  |     |  |      |
| D                       | 14 | Cafu             |  | 87’ |  | 21’  |
| C                       | 21 | Viola            |  |     |  | 106’ |
| CT:                     |    |                  |  |     |  |      |
| Carlos Alberto Parreira |    |                  |  |     |  |      |

| Italia (4-4-2) |    |                    |  |     |  |     |
|                |    |                    |  |     |  |     |
| P              | 1  | Gianluca Pagliuca  |  |     |  |     |
| D              | 8  | Roberto Mussi      |  |     |  | 35’ |
| D              | 6  | Franco Baresi      |  |     |  |     |
| D              | 5  | Paolo Maldini      |  |     |  |     |
| D              | 3  | Antonio Benarrivo  |  |     |  |     |
| C              | 14 | Nicola Berti       |  |     |  |     |
| C              | 13 | Dino Baggio        |  |     |  | 95’ |
| C              | 11 | Demetrio Albertini |  | 42’ |  |     |
| C              | 16 | Roberto Donadoni   |  |     |  |     |
| A              | 10 | Roberto Baggio     |  |     |  |     |
| A              | 19 | Daniele Massaro    |  |     |  |     |
| Sostituzioni:  |    |                    |  |     |  |     |
| D              | 2  | Luigi Apolloni     |  | 41’ |  | 35’ |
| A              | 17 | Alberico Evani     |  |     |  | 95’ |
| CT:            |    |                    |  |     |  |     |
| Arrigo Sacchi  |    |                    |  |     |  |     |

| Assistenti arbitrali: Venancio Zarate (Paraguay) Mohammad Fanaei (Iran) Quarto uomo: Francisco Oscar Lamolina (Argentina) |

## Statistiche
- Per la prima volta una finale mondiale si concluse a reti inviolate.
- Per la prima volta l'assegnazione della Coppa del Mondo venne decisa ai tiri di rigore.